# Cyclarbamate
Cyclarbamate (INN; Casmalon), còn được gọi  cyclopentaphene, là một chất làm giãn cơ và thuốc an thần thuộc họ carbamate đã được Cassenne bán ở Pháp từ năm 1961.